# Albert Magnoli
Albert Magnoli est un réalisateur, monteur et scénariste américain. Il est connu pour ses films Purple Rain (1984), Tango et Cash (1989), Street Knight (1993), Reckless (1984) et American Anthem (1986).

## Réalisateur
- 1979 : Jazz (court-métrage)
- 1984 : Purple Rain
- 1986 : American Anthem
- 1989 : Tango et Cash
- 1993 : Sur la défensive (en) (Street Knight)
- 1993 : Born to Run (téléfilm)
- 1997 : Nash Bridges (série télévisée) : La milice de Hunter Point (Deliverance) - saison 2, épisode 23
- 1997 : Dark Planet

## Monteur
- 1979 : Jazz (court-métrage)
- 1984 : Reckless
- 1984 : Purple Rain

## Scénariste
- 1979 : Jazz (court-métrage)
- 1984 : Purple Rain